# Rory Arnold
Pour les articles homonymes, voir Arnold.

a Compétitions nationales et continentales officielles uniquement.

b Matchs officiels uniquement.
Dernière mise à jour le 26 juin 2022.
Rory Arnold (né le 1er juillet 1990 à Wagga Wagga en Australie), est un joueur international australien de rugby à XV jouant au poste de deuxième ligne avec les Hino Red Dolphins dans le championnat du Japon. Il mesure 2,08 m pour 120 kg.
Il est le frère jumeau de Richie Arnold, lui aussi joueur professionnel de rugby à XV et évoluant également au poste de deuxième ligne.
Il remporte le Championnat de France et la Coupe d'Europe en 2021 avec le Stade toulousain.

## Carrière

### En club
Rory Arnold commence sa carrière professionnelle en 2013 avec le club des Gold Coast Breakers en Queensland Premier Rugby. Il est également retenu avec la sélection régionale du Combined Country lors d'un match contre les Lions britanniques et irlandais lors de leur tournée en Australie en juin.
La même année, il rejoint l'Afrique du Sud et l'équipe des Griquas pour la saison 2013 de Currie Cup. Malgré un bon début de saison sous ses nouvelles couleurs, il se fait remarquer négativement par le carton rouge qu'il reçoit lors d'un match contre les Free State Cheetahs pour avoir mordu un joueur adverse Suspendu par la commission disciplinaire, s'est vu rapidement réhabilité et requalifié.
Il retourne ensuite jouer dans son pays natal avec les Canberra Vikings en National Rugby Championship à partir de 2014.
Il fait ses débuts en Super Rugby en 2015 avec la franchise des Brumbies. Avec sa nouvelle équipe, il s'impose comme rapidement comme un joueur essentiel en seconde ligne, où sa grande taille en fait un des meilleurs preneur de balle en touche du championnat.
Il s'engage avec le Stade toulousain pour 3 ans à partir de la saison 2019-2020. Il évolue aux côtés de son frère à partir de 2020 qui revient à Toulouse après un premier passage en 2019.
Il quitte la France en 2022 pour continuer sa carrière au Japon, avec les Hino Red Dolphins.

### En équipe nationale
Rory Arnold a été sélectionné pour la première fois avec les Wallabies en mai 2016 par le sélectionneur Michael Cheika.
Il obtient sa première cape internationale avec l'équipe d'Australie le 11 juin 2016 à l’occasion d’un test-match contre l'équipe d'Angleterre à Brisbane.

## Statistiques
Au 9 juillet 2022, Rory Arnold compte vingt-neuf capes en équipe d'Australie, dont vingt-trois en tant que titulaire, depuis le 11 juin 2016 contre l'équipe d'Angleterre à Brisbane. Il inscrit un essai (cinq points).
Il participe à quatre éditions du Rugby Championship, en 2016, 2017, 2018 et 2019. Il dispute douze rencontres dans cette compétition.
| Numéro | Date            | Lieu                | Adversaire       | Compétition | Résultat | Score |
| ------ | --------------- | ------------------- | ---------------- | ----------- | -------- | ----- |
| 1      | 22 octobre 2016 | Eden Park, Auckland | Nouvelle-Zélande | Test match  | Défaite  | 37-10 |

## Palmarès
- Canberra Vikings
  - Finaliste du National Rugby Championship en 2015 et 2017

- Stade toulousain
  - Vainqueur du Championnat de France en 2021
  - Vainqueur de la Coupe d'Europe en 2021